# Rhogeessa (subgènere)
Rhogeessa és un subgènere de ratpenats vespertiliònids, format per 9 espècies.

## Taxonomia
- Rhogeessa aeneus
- Rhogeessa genowaysi
- Rhogeessa gracilis
- Rhogeessa hussoni
- Rhogeessa io
- Rhogeessa minutilla
- Rhogeessa mira
- Rhogeessa parvula
- Rhogeessa tumida